# Tyršův most (Plzeň)
Tyršův most byl postaven přes řeku Radbuzu v Plzni – Doudlevcích na silnici do Radobyčic. Jde o první zcela svařovaný obloukový most na světě a byl řazen mezi pět nejodvážnějších konstrukcí světa své doby. Nosná konstrukce je tvořena dvojicí plnostěnných svařovaných oblouků s konstantní výškou 0,95 m. Každý oblouk byl na stavbě svařen z pěti, předem vyrobených a na místo dopravených, dílů. Projekt mostu vytvořil prof. Ing. Dr. František Faltus, tehdejší konstruktér ve Škodovce, jejíž mostárna ocelovou konstrukci mostu vyrobila, elektricky svařila a v roce 1933 dokončila. (Technologie elektrického svařování elektrodami od rakouské firmy Böhler & Co. z Kapfenbergu.) Oblouk mostu o rozpětí 50,6 m překonává řeku na konci Českého údolí, ve výšce přes 10,5 m nad hladinou. Celková délka mostu včetně předmostí dosahuje 83,9 m. Šířka mostu byla při rekonstrukci, v roce 1995, rozšířena z původních 9 m na 11 m.  Ocelová konstrukce včetně ložisek má hmotnost 110 tun.
Úpravy terénu, náspy, kamenické práce, betonové konstrukce a mostní vozovku provedla plzeňská stavební firma, kterou vlastnil a řídil Ing. Dr. Jaroslav Brček. Později se tato firma (v roce 1936) podílela na výstavbě lehkého pohraničního opevnění v okolí Stříbra.
V letech 1994–1995 proběhla celková rekonstrukce, která nebyla z památkového hlediska povedená. Z původní konstrukce byl zachován pouze mostní oblouk. Vyhlášení za kulturní památku rekonstrukci těsně předcházelo.

## Externí odkazy

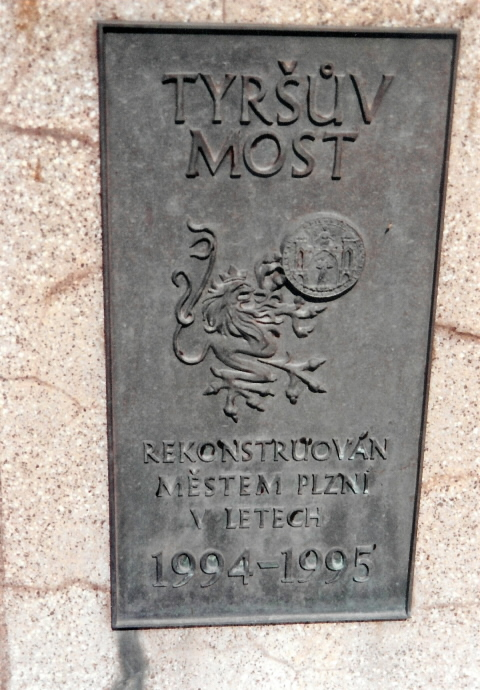
Pamětní deska připomínající poslední rekonstrukci